# Света Параскева (Еани)
Вижте пояснителната страница за други значения на Света Параскева.
„Света Параскева“ (на гръцки: Αγίας Παρασκευής) е късносредновековна православна църква, северно от кожанското село Еани (Каляни), Егейска Македония, Гърция, част от Сервийската и Кожанска епархия.
На източната стена на олтара са запазени стенописи от XV или от XVI век. Реставрирана е в 1970 година. В 1997 година църквата е обявена за защитен паметник.